# The Disappearance of Alice Creed
The Disappearance of Alice Creed is een Britse misdaadfilm uit 2009, geregisseerd door J. Blakeson.
In 2014 kwam een Nederlandse remake uit, Bloedlink en in 2019 de Duitse remake Kidnapping Stella.

## Plot
Twee mannen bedenken het sinistere plan om een vrouw te ontvoeren. Voordat ze hun plan tot uitvoering kunnen brengen moeten ze eerst een flat verbouwen, een busje stelen en gereedschap verzamelen. Wanneer ze vervolgens gereed zijn ontvoeren ze miljonairsdochter Alice Creed en binden haar vervolgens met handboeien vast aan een bed. Vervolgens loopt niet alles volgens plan...